# Стрељачка дружина „Краљ Милутин”
Стрељачка дружина „Краљ Милутин” је најстарија спортска организација у Лесковцу.

## Историјат
Основана је 3. марта 1887. године на иницијативу Милоша С. Милојевића, тадашњег директора лесковачке Гимназије, који је постао и њен председник. Исте године основан је Савез стрељачких дружина у Краљевини Србији. Дружина у Лесковцу није имала чврсту основу те је неколико пута прекидала и обнављала рад. Тек 1895. године општина је уступила земљиште за стрелиште испод једне лесковачке чесме испод Хисара, те је Дружина имала здраву основу за наставак рада. Одмах је угостила Статовачку и Кутлешко-пуковачку савезну стрељачку дружину и Житнопоточку ђачку стрељачку дружину и гађање је обављено на новом стрелишту јуна 1895. године. Захваљујући стрелишту активност лесковачких стрелаца је осетно порасла, те су они учествовали на наградним и свечаним гађањима у разним градовима Србије. Организована су и многобројна локална такмичења на којима су учествовали и стрелци из других градова. 
Председник Дружине у 1901. години био је Димитрије К. Трандафиловић. Уочи балканских ратова Дружина је бројала око 100 чланова. 
Рад Дружине онемогућен је током окупације у Првом светском рату, када су окупатори срушили и Стрељачки дом.